# Smederevska Palanka

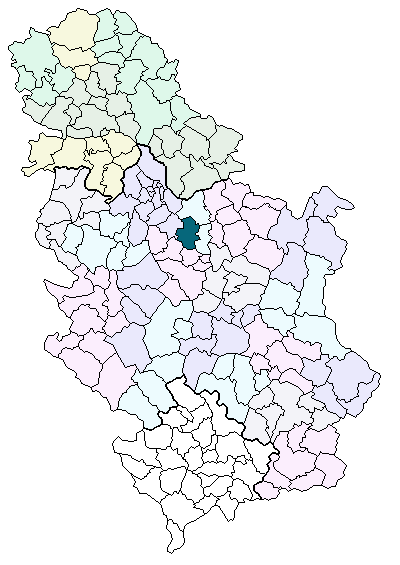
Smederevska Palanka i Serbien

Smederevska Palanka (kyrilliska: Смедеревска Паланка) är en stad och kommun i Serbien. Staden har 25 000 invånare (kommunen har 60 000).